# سی‌اس فارادی (۱۹۲۳)
سی‌اس فارادی (۱۹۲۳) (به انگلیسی: CS Faraday (1923)) یک کشتی بود که طول آن ۴۱۵ فوت (۱۲۶ متر) بود. این کشتی در سال ۱۹۲۳ ساخته شد.